# Electrona
Electrona — рід міктофових риб. Види роду досить поширені у всіх морях і океанах світу. Максимальна довжина описаних видів між 7 см і 12 см.
Це океанічні і мезопелагічні види. У поверхневих водах трапляються в нічний час.

## Види
Відомо п'ять описаних видів:

- Electrona antarctica (Günther, 1878)
- Electrona carlsbergi (Tåning, 1932)
- Electrona paucirastra Bolin, 1962
- Electrona risso (Cocco, 1829)
- Electrona subaspera (Günther, 1864)